# Schlacht um Shanghai (1932)
Die Schlacht um Shanghai, auch bekannt als Shanghai-Zwischenfall, war ein kurzer Konflikt zwischen Japan und China zu Beginn des Jahres 1932, der im weiteren Kontext der Mandschurei-Krise stand. Er begann am 28. Januar und endete am 5. Mai mit einem durch den Völkerbund vermittelten Waffenstillstand, der Shanghai zur entmilitarisierten Zone erklärte.

## Namensgebung
In der chinesischen Literatur zum Thema wird für den Konflikt zumeist die Bezeichnung „Zwischenfall vom 28. Januar“ (chinesisch 一·二八事變 / 一·二八事变, Pinyin Yī Èrbā Shìbiàn) verwendet, während im Westen Begriffe wie „Shanghai-Krieg von 1932“ oder „Japanisch-Chinesischer Krieg von 1932“ geläufig sind. In Japan ist der Konflikt als „Erster Shanghai-Zwischenfall“ (japanisch 第一次上海事変, Dai-ichi-ji Shanhai jihen) bekannt, anspielend auf den „Zweiten Shanghai-Zwischenfall“ von 1937.

## Hintergrund
Shanghai spielte als einer der „Vertragshäfen“ und Tor zur Außenwelt eine wichtige Rolle im chinesischen Wirtschaftsleben. Die ausländischen Konzessionen hatten zu Beginn des 20. Jahrhunderts zu einem enormen wirtschaftlichen Aufschwung geführt. Auch japanische Unternehmen wie das Zaibatsu Mitsui, japanische Banken, Handelsunternehmen und Baumwollspinnereien waren in der Stadt ansässig und profitierten von den günstigen Rahmenbedingungen. Zwischen 26.000 und 30.000 Japaner lebten Anfang der 1930er Jahre in der Stadt, vornehmlich in dem „Klein-Tokio“ genannten Stadtviertel.
Im Juli 1931, also noch vor dem Beginn der Mandschurei-Krise, hatte die in Nanjing unweit von Shanghai ansässige Kuomintang-Regierung eine anti-japanische Boykottaktion ausgerufen, nachdem es im japanisch-besetzten Korea zu einem eigentlich unbedeutenden Zwischenfall über Landrechte (Wanpaoshan-Zwischenfall) gekommen war, der die nationalistischen Emotionen jedoch stark befeuert hatte. Der tiefere Hintergrund dürfte der starke Konkurrenzdruck auf die chinesische Wirtschaft, besonders im Textilgewerbe, durch japanische Unternehmen gewesen sein. Solche Boykottaktionen hatte es zuvor schon mehrfach gegeben; 1931 breitete sie sich bis in die Mandschurei aus und hatte bedeutende Nachwirkungen. Angesichts des durch Japan provozierten Mukden-Zwischenfalls und der folgenden internationalen Krise, in der Japan die gesamte Mandschurei besetzte, setzten die Chinesen in Shanghai ihre Boykottaufrufe bis ins Jahr 1932 fort. Immer wieder kam es dabei zu bewaffneten Zwischenfällen zwischen den Boykottunterstützern, die unter anderem japanische Güter beschlagnahmten, und in Shanghai stationierten japanischen Marinetruppen sowie Konsularbeamten.
Zusätzlich gab es zu dieser Zeit starke innerchinesische Rivalitäten um die Führung der Kuomintang (KMT), die sich nach der japanischen Besetzung der Mandschurei im September noch verstärkten und Mitte Dezember 1931 zum Rücktritt Chiang Kai-sheks von seinen Führungspositionen führten. Eine „kantonesische Fraktion“ um Wang Jingwei, Sun Fo und Eugene Chen übernahm vorübergehend die Macht und verstärkte die antijapanische Rhetorik. Drei Divisionen der Nationalrevolutionären Armee wurden von den Operationen gegen die Kommunisten in der Provinz Jiangxi abgezogen und in das Gebiet der Hauptstadt Nanjing verlegt. Diese bildeten den Grundstock für die 19. Marscharmee, die später die Auseinandersetzung mit den Japanern in Shanghai hauptsächlich führen würde. Als die Kanton-Fraktion der KMT realisierte, über keine Mittel zu verfügen, den drohenden Staatsbankrott abzuwenden, sah sie sich jedoch schon bald gezwungen, wieder auf Chiang zuzugehen und die Bildung einer Koalitionsregierung vorzuschlagen. Anfang Januar 1932 wurde als erster Schritt der Annäherung der Kompromisskandidat Wu Tiecheng (吳鐵城) zum Bürgermeister von Shanghai ernannt.
Auch in der japanischen Politik gab es zu dieser Zeit Umwälzungen: Die seit 1930 regierende liberale Rikken Minseitō (Kabinett Wakatsuki II) verlor um den Jahreswechsel 1931/32 die Macht an die eher konservative Rikken Seiyūkai unter dem neuen Premierminister Inukai Tsuyoshi.
Letztlich war der Konflikt durch nationalistische japanische Militärs der Kwantung-Armee, vor allem den japanischen Militärattaché in Shanghai, Major Tanaka Ryūkichi (田中隆吉) schon seit längerem geplant worden. Den Japanern fehlte nur ein passender Anlass, um ihre Militäraktion zu starten. Die Aktionen in Shanghai sollten die Aufmerksamkeit der Weltöffentlichkeit von der Mandschurei ablenken. Zum anderen wollte die japanische Marineführung auch einen „Beitrag“ zur Expansion Japans in China leisten und den Erfolgen des japanischen Heeres in der Mandschurei etwas entgegensetzen.

## Phase unmittelbar vor Beginn der Kampfhandlungen
Am 18. Januar 1932 kam es im Stadtteil Zhabei (閘北) zu einem Streit zwischen japanischen Mönchen der nationalistischen Nichiren-Sekte und chinesischen Arbeitern einer Handtuchfabrik. Dabei wurde ein Japaner getötet und mehrere verletzt. In der Nacht kehrten die Japaner zurück und zerstörten die Maschinen der Fabrik und legten Feuer. Bei ihrem Abzug kam es zu einem Handgemenge mit chinesischer Polizei, bei dem erneut einige Japaner verletzt wurden.
Der japanische Generalkonsul Murai Kuramatsu (村井倉松) protestierte bei den chinesischen Behörden und der chinesische Oberbürgermeister Wu Tiecheng erklärte sich zu einer Entschuldigung und zur Bestrafung der Schuldigen bereit. Am 22. Januar 1932 wandte sich der Kommandeur der in Shanghai stationierten Jangtse-Patrouille der Kaiserlich Japanischen Marine, Konteradmiral Shiozawa Kōichi, unter Umgehung der Konsularbehörden direkt an Bürgermeister Wu, und verlangte die Unterdrückung aller anti-japanischen Aktivitäten in der Stadt. Am 25. Januar sprach der Direktor der lokalen Mitsui-Zweigstelle Fukushima Kimiji vor dem Stadtrat, um auf zwei seiner Ansicht nach besonders schwere Zwischenfälle aufmerksam zu machen: einen Zeitungsartikel vom 9. Januar in Minguo, einem halboffiziellen KMT-Blatt, in dem der japanische Kaiser Hirohito verunglimpft worden sei, und dem Angriff auf die japanischen Mönche vom 18. Januar. Ultimativ forderte er die Schließung aller antijapanischen Boykottgesellschaften und den Rückzug aller chinesischen Truppen 15 km weit aus dem Gebiet der Stadt Shanghai bis zum 28. Januar 1932. Bei Nichterfüllung der Forderungen drohte er mit der Besetzung der chinesischen Stadtteile durch japanische Truppen.
Obwohl man erreichte, dass die Zeitung Minguo von den chinesischen Behörden geschlossen wurde, bestand man weiterhin auf der Auflösung der anti-japanischen Organisationen, die den Boykott organisierten. Zur Unterstreichung der Forderungen trafen am 23. Januar 1932 der japanische Kreuzer Ōi und das 15. Zerstörergeschwader in Shanghai ein, sowie einen Tag später das Flugzeugmutterschiff Notoro und weitere Schiffe, bis die Marinetruppen eine Kampfstärke von 1833 Mann erreichten. Angesichts der eskalierenden Krise trat die chinesische Regierung unter Sun Fo am 25. Januar 1932 zurück.
Die Chinesen reagierten, indem sie die Truppen der 19. Marscharmee um die ausländischen Viertel der Stadt zusammenzogen. Dies geschah jedoch ohne eine Anweisung von Seiten der KMT-Regierung, die einen offenen Konflikt mit Japan vermeiden wollte. Am 27. Januar begannen die japanischen Fabrikbesitzer, ihre chinesischen Arbeitskräfte nach Hause zu schicken. Dies war Teil eines seit Wochen geplanten Ablaufs, mit dessen Hilfe die Konfrontation auf die Spitze getrieben werden sollte. Japanische Zivilisten flohen aus dem weiter flussaufwärts gelegenen Hankou und aus Nanjing, aber auch aus Shanghai selbst. Gerüchte wurden von japanischen Offizieren gestreut, die Chinesen würden planen, Klein-Tokio durch Soldaten in Zivilkleidung angreifen zu lassen. Die militärischen Befehlshaber der westlichen Konzessionen stimmten auf einer Sitzung am 27. Januar zu, Vorbereitungen für die Verhängung des Ausnahmezustands am nächsten Tag zu treffen. Der japanische Konsul Murai stellte Bürgermeister Wu am Abend ein Ultimatum von einem Tag zur Auslieferung aller beschlagnahmten Waren, andernfalls müsse er die Konsequenzen tragen, womit ein japanischer Marineangriff gemeint war. In einer schriftlich übermittelten Version des Ultimatums waren acht Punkte mit anti-japanischen Vorfällen gelistet, die die Japaner berechtigen würden, sich als im Kriegszustand mit China zu betrachten. Am 28. Januar 1932, wenige Stunden vor Ablauf des japanischen Ultimatums, informierte Wu den japanischen Generalkonsul, das die Forderungen akzeptiert und erfüllt würden. Wie erwartet, wurde die chinesische Antwort von den japanischen Hardlinern und Militärs als nicht ausreichend erachtet.

## Verlauf des Konfliktes

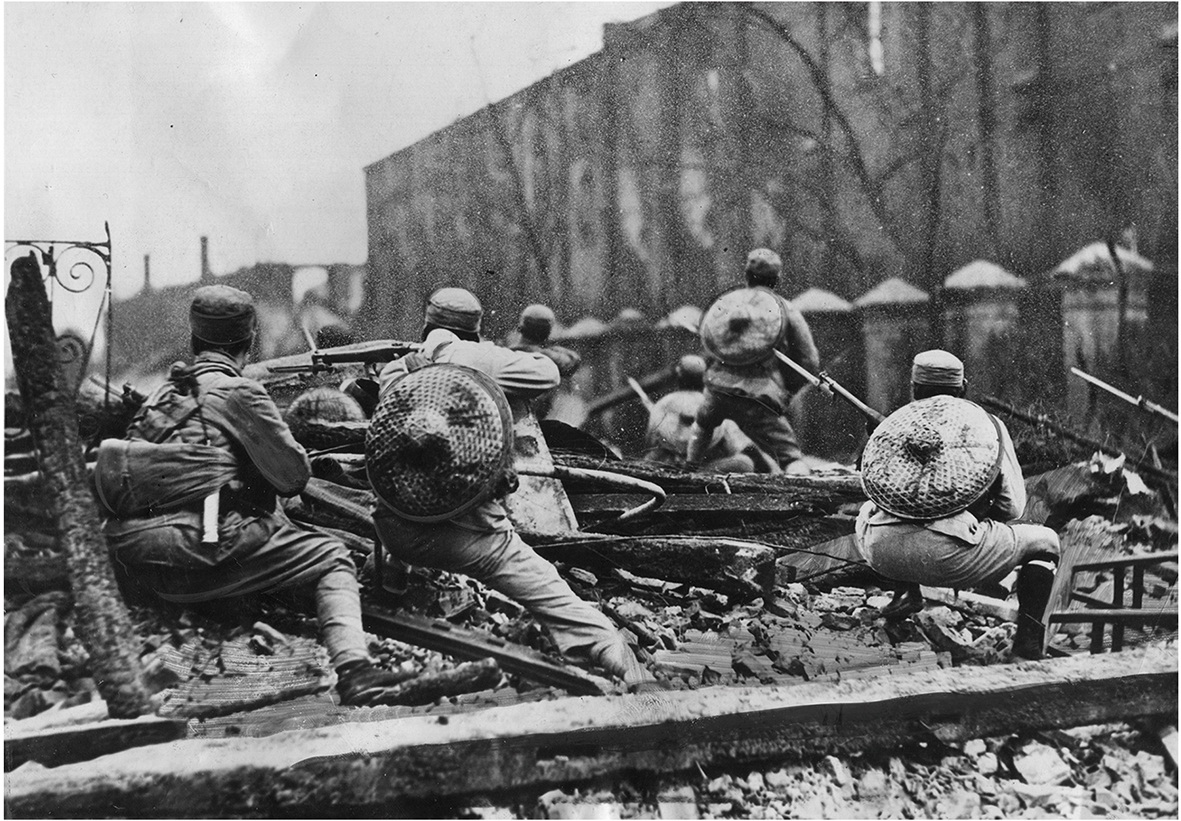
Truppen der 19. Marscharmee bei Straßenkämpfen

Am Nachmittag des 28. Januar drangen etwa 3000 japanische Marinetruppen der Spezial-Landungskräfte unter Kapitän Samejima Tomoshige in das Stadtviertel Zhabei vor und lieferten sich erste Kämpfe mit Einheiten der 19. Marscharmee. Die Japaner waren jedoch zahlenmäßig hoffnungslos unterlegen und mussten sich zurückziehen. Admiral Shiozawa forderte daraufhin Luftunterstützung von dem kürzlich eingetroffenen Flugzeugtender Notoro an, dessen Wasserflugzeuge vom Typ Yokosuka E1Y3 am 29. Januar bei nebligem Wetter aus geringer Höhe Geschützstellungen außerhalb der Stadt und den Shanghaier Nordbahnhof, wo sich ein alter chinesischer Panzerzug befand, bombardierten. Dabei traten zahlreiche Schäden an zivilen Objekten und Todesopfer auf. An diesem Tag wurden auch erste Verstärkungen für die Spezial-Landungskräfte angelandet, die im Verlauf des Konflikts Divisionsstärke erreichten.
Am 30. Januar entschied Chiang Kai-shek, den Regierungssitz temporär nach Luoyang zu verlegen, da das nahe an Shanghai gelegene Nanjing zu einem Angriffsziel der Japaner werden könnte. Zugleich befahl er der 5. Armee, sich bei Suzhou zu versammeln, um der 19. Marscharmee im Bedarfsfall zur Unterstützung zu kommen.
Am 1. Februar trafen die Flugzeugträger der 1. Trägerdivision, Kaga und Hōshō, mit 80 Flugzeugen vor Shanghai ein. Ihre Nakajima A1N2-Jagdflugzeuge lieferten sich den folgenden Monat über Luftkämpfe mit chinesischen Jägern, bevor die Träger nach der Waffenruhe vom 3. März abgezogen wurden. Dabei gelang ihnen unter anderem am 22. Februar der Abschuss einer von dem amerikanischen Piloten Robert Short geflogenen Boeing Model 218, der zuvor ein Torpedoflugzeug vom Typ Mitsubishi B1M3 abgeschossen hatte. Vom 23. bis 26. Februar wurden Angriffe auf chinesische Flugfelder unter anderem bei Suzhou und Hangzhou geflogen. Das Bombardement von Zhabei war das zerstörerischste auf ein urbanes Gebiet seit dem Ersten Weltkrieg bis zum Einsatz der Legion Condor gegen Guernica 1937.
Am 4. Februar hatte die japanische Führung die 3. Flotte unter Nomura Kichisaburō in die Region entsandt, Nomura übernahm nach seiner Ankunft die Leitung der Operationen um Shanghai von Shiozawa, sein Stabschef war Shimada Shigetarō. Der Kommandeur der Spezial-Landungskräfte Samejima wurde etwa zur selben Zeit von Konteradmiral Uematsu Tōma abgelöst. Shiozawa hatte vor seiner Kommandoübergabe am 7. Februar noch einen letzten, vergeblichen Versuch unternommen, die Wusong-Forts an der Mündung des Huangpu-Flusses einzunehmen. Auch Nomura glaubte zunächst an einen schnellen Sieg, musste aber bald einsehen, dass die Situation wesentlich schwieriger als erwartet war. Inzwischen bereiteten die Japaner den Einsatz von Heerestruppen vor, darunter der 9. Division, deren Mobilisierung in Kanazawa am 2. Februar beschlossen worden war. Der Verband sowie die 24. Gemischte Brigade trafen bis Mitte Februar, transportiert von Zerstörern, in Shanghai ein. Generalleutnant Ueda Kenkichi, Kommandeur der 9. Division, übernahm nach seiner Ankunft den Befehl über sämtliche Bodenstreitkräfte in Shanghai. Am 14. Februar wurde aufgrund dieser Entwicklung von chinesischer Seite die 5. Armee zur Verstärkung der 19. Marscharmee in die Stadt beordert.
Am 25. Februar übernahm General Shirakawa Yoshinori den Befehl über sämtliche japanische Einheiten, die zur Shanghai-Expeditionsarmee zusammengefasst wurden. Er hatte vor seiner Abreise aus Japan persönliche Anweisungen von Kaiser Hirohito für seine Aufgabe erhalten. Ihm gelang es schließlich, mit weiteren aus Japan eintreffenden Verstärkungen (11. Division und 14. Division) das Blatt zu wenden und die Chinesen an den Verhandlungstisch zu zwingen. Mit dem Rückzug der 19. Marscharmee und der 5. Armee aus Shanghai am 3. März endeten die Kampfhandlungen des Shanghai-Zwischenfalls in der Hauptsache, obwohl weiterhin sporadische Feuergefechte inner- und außerhalb der Stadtgrenzen stattfanden.

## Verhandlungen über einen offiziellen Waffenstillstand

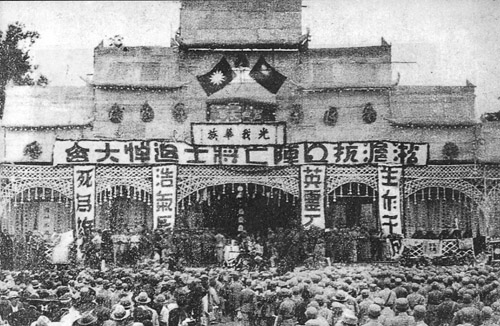
Gedenkveranstaltung für chinesische Gefallene

Im Verlauf der Kämpfe hatte es bereits mehrere kurze Waffenruhen gegeben, wobei sich der britische Botschafter in China, Sir Miles Lampson, hervorgetan hatte. Sein japanisches Gegenüber war der Sonderbotschafter und spätere Außenminister Matsuoka Yōsuke. Am 4. März verabschiedete der Völkerbund eine Resolution, in der eine umgehende dauerhafte Waffenruhe gefordert wurde. Die chinesische Seite erklärte sich am 6. März einseitig zu einer solchen bereit. Am 14. März traf die Lytton-Kommission, die im Auftrag des Völkerbunds den Mukden-Zwischenfall untersuchte, in Shanghai ein, um Verhandlungen über einen dauerhaften Waffenstillstand zwischen den Parteien in Gang zu bringen. Während der Verhandlungen wurde am 29. April durch den koreanischen Nationalisten Yun Bong-gil ein Bombenattentat auf General Shirakawa im Hongkou-Park verübt (er erlag seinen Verletzungen am 26. Mai). Bei dem Anschlag, der auf eine Militärparade anlässlich des Geburtstags des Kaisers folgte, wurden auch Shigemitsu Mamoru, Botschafter in China, Admiral Nomura und Generalkonsul Murai schwer verwundet.
Am 5. Mai wurde schließlich der Waffenstillstandsvertrag unterzeichnet. Er sah die Entmilitarisierung Shanghais und des Gebiets im Umkreis von 20 Kilometern vor. Es durften keine chinesischen Truppen in dem Gebiet stationiert werden. Die Japaner erreichten hier ein Zugeständnis, indem sie das Recht zur Stationierung einer kleineren Einheit (2500 Marineinfanteristen) in Shanghai erhielten. Der japanische Vorschlag, eine Runder-Tisch-Konferenz der Mächte über die Zukunft Shanghais einzuberufen, wurde von den anderen Mächten stillschweigend beerdigt.

## Ergebnis
Das Kalkül der Japaner, mit dem Shanghai-Zwischenfall von der Mandschurei-Krise abzulenken, war zu großen Teilen aufgegangen. Am 9. März war Puyi als Kaiser von Mandschukuo von Japans Gnaden inthronisiert worden. Jedoch musste dies mit einem schwerwiegenden Ansehensverlust in der internationalen Gemeinschaft bezahlt werden. Japan, das auch in den folgenden Jahren bis 1937 eine Politik der Expansion in Nordchina betrieb, geriet zusehends in die Isolation.
Wenige Tage nach dem Waffenstillstand kam es in Japan zum Zwischenfall vom 15. Mai, der Ermordung des japanischen Premierministers Inukai durch radikale Nationalisten. Die Offizieranwärter waren neben anderen Gründen unzufrieden über das Ergebnis der Verhandlungen über Shanghai. Dieser Vorfall beendete die Parteienherrschaft in Japan, es kam zu einer faktischen Militärdiktatur.